# Б-396 «Новосибирский комсомолец»
Б-396 «Новосибирский комсомолец» — советская и российская дизель-электрическая подводная лодка проекта 641Б «Сом», с 1980 по 1998 год служившая на Северном флоте. С 26 июля 2006 года установлена в музее ВМФ в парке «Северное Тушино» на берегу Химкинского водохранилища в Москве.

## История корабля
Подводная лодка Б-396 была построена в 1979-1980 годах на заводе «Красное Сормово» в городе Горький. Вошла в состав флота 24 октября 1980 года. С 1981 года несла службу в боевом составе 4-й Краснознаменной ордена Ушакова I степени эскадры подводных лодок Северного флота.  За время несения службы она совершала боевые походы в Средиземное море, выполняла задачи в Северной и Южной Атлантике, у западного побережья Африки, а также в Баренцевом и Норвежском морях. После её списания в 1998 году из состава Военно-морского флота лодка была выкуплена московскими властями вместе со сторожевым кораблем «Дружный» в качестве экспонатов будущего музея истории отечественного флота и кораблестроения в Москве. Первоначально и лодку и корабль планировалось установить на Кремлёвской набережной, затем было решено, что лодку в виде монумента, фундаментом которого станет четырёхметровый пьедестал, установят в Центральном парке культуры и отдыха имени Горького. В начале 2000 года в Северодвинске (Архангельская область) на производственном объединении «Севмаш» по заказу Правительства Москвы началось переоборудование субмарины. К концу 2001 года основные работы по снятию вооружения были завершены.
И лодка и корабль были отбуксированы к причалам ОАО ТПФ «Портхладокомбинат» на восточном берегу Химкинского водохранилища и на несколько лет были практически заброшены. В зимние периоды существовала реальная угроза сдавления льдами и затопления. Плавучесть кораблей всё это время поддерживалась героическими усилиями их малочисленных экипажей. В начале 2003 года лодку планировали установить у причала на набережной Тараса Шевченко в районе пешеходного моста «Багратион», но затем Постановлением Правительства Москвы № 969-ПП от 18 ноября 2003 года было окончательно решено установить лодку у берега парка Северное Тушино.

## Открытие музея в 2006 году

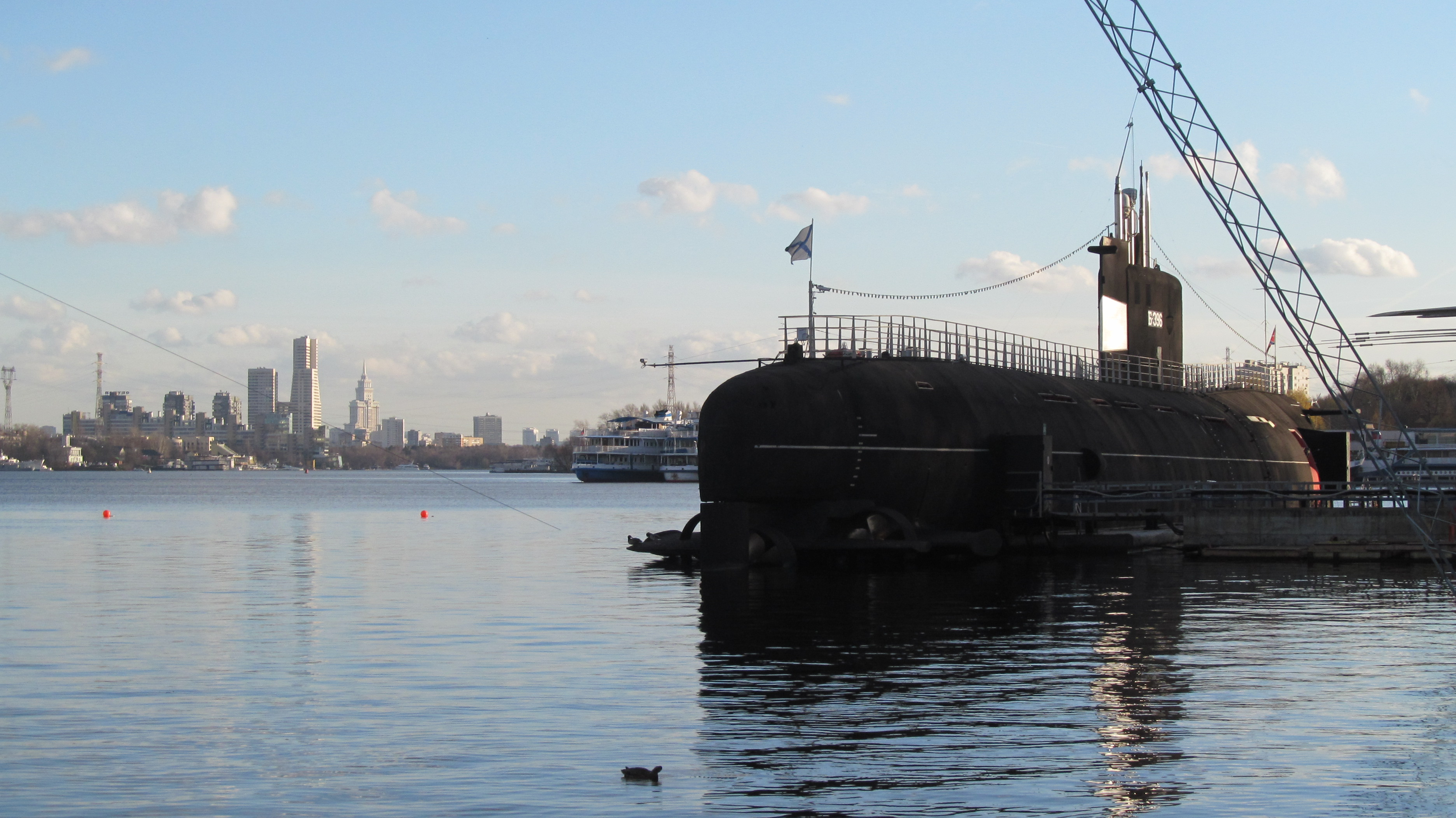
Подводная лодка Б-396 в Москве в музее ВМФ.

В интерьере подводной лодки многое изменено, в частности рядом со штатными переходными люками в переборках между отсеками лодки выполнены полноростовые проёмы для облегчения посещения музея маломобильными гражданами. Бывший двигательный отсек лодки полностью освобождён от оборудования и занят музейной экспозицией. В бортах лодки в носовом и кормовом отсеках вырезаны, соответственно, вход и выход для посетителей.
В подводной лодке полностью сохранены все шесть торпедных аппаратов, а также часть мин и торпед. Центральный пост управления лодкой превращён в экспозиционный зал, в котором посетители смогут познакомиться с условиями жизни экипажа. В зимний период рубка подводной лодки по соображениям безопасности — обледеневают ступени — закрыта для осмотра.

## Перспектива обустройства
Правительство Москвы постепенно обустраивает прилегающую к Б-396 территорию и добавляет экспонаты, создавая музей Военно-морского флота. В конце августа 2007 года из Каспийска в Москву были доставлены, а в конце года установлены рядом с подводной лодкой, экраноплан «Орлёнок» и десантный штурмовой катер «Скат» на воздушной подушке. Городские власти собирались открыть на них доступ 7 мая 2008 года, но и через месяц после намеченного срока работы не были завершены. Планировалось добавить в экспозицию сторожевой корабль «Дружный», однако он в итоге отправился на металлолом.

## Командиры
1. Маначинский М. Я. (1979—1983)
2. Ишеков А. Н. (1983—1988)
3. Денисов И.В. (1988—1991)
4. Жук И. Ф. (1991—1992)
5. Сиротин В. П. (1993)
6. Гарматенко А. И. (1993—1995)
7. Маркич А. В. (1995-01.05.1998)